# Gotham City Sirens
Gotham City Sirens est une série de comics mettant en scène trois super-vilaines de l'univers de Batman : Catwoman, Harley Quinn et Poison Ivy. La série a été créée par Paul Dini et Guillem March.
En 2016, Warner Bros. a annoncé qu'un film Gotham City Sirens était en préparation. Il s'agissait alors d'un spin-off du film Suicide Squad qui devait être pris en charge par le même réalisateur, David Ayer, et intégrer la même actrice dans le rôle de Harley Quinn, Margot Robbie. 